# Poecilocharax callipterus
Poecilocharax callipterus — вид харациноподібних риб родини Crenuchidae. Описаний у 2022 році.

## Поширення
Ендемік Бразилії. Поширений у басейні річки Аріпуана — правій притоці Мадейри. Типові зразки зібрані у муніципалітеті Апуї штату Амазонас.

## Опис
Дрібна рибка завдовжки близько 3 сантиметрів. Має тіло помаранчевого забарвлення, червоні довгі плавці та чорну пляму на хвості.